# Grábóc
Grábóc is een plaats (község) en gemeente in het Hongaarse comitaat Tolna. Grábóc telt 208 inwoners (2001).

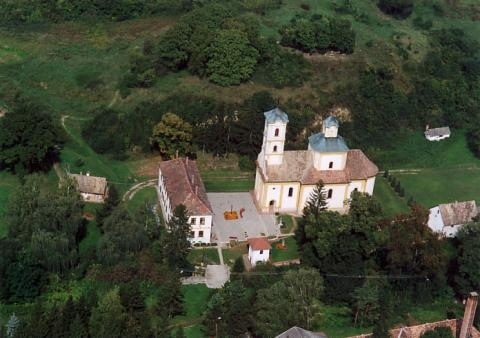
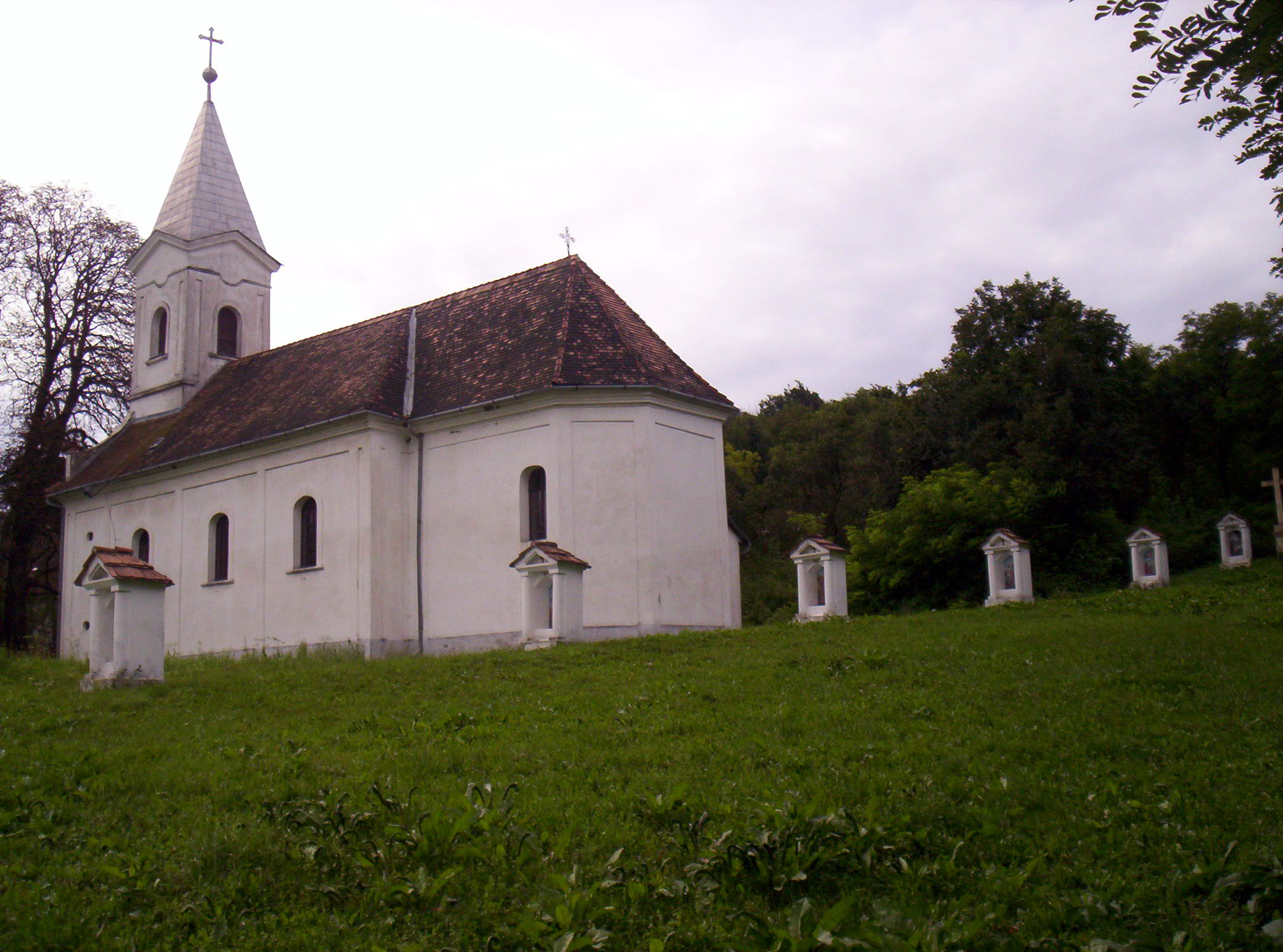
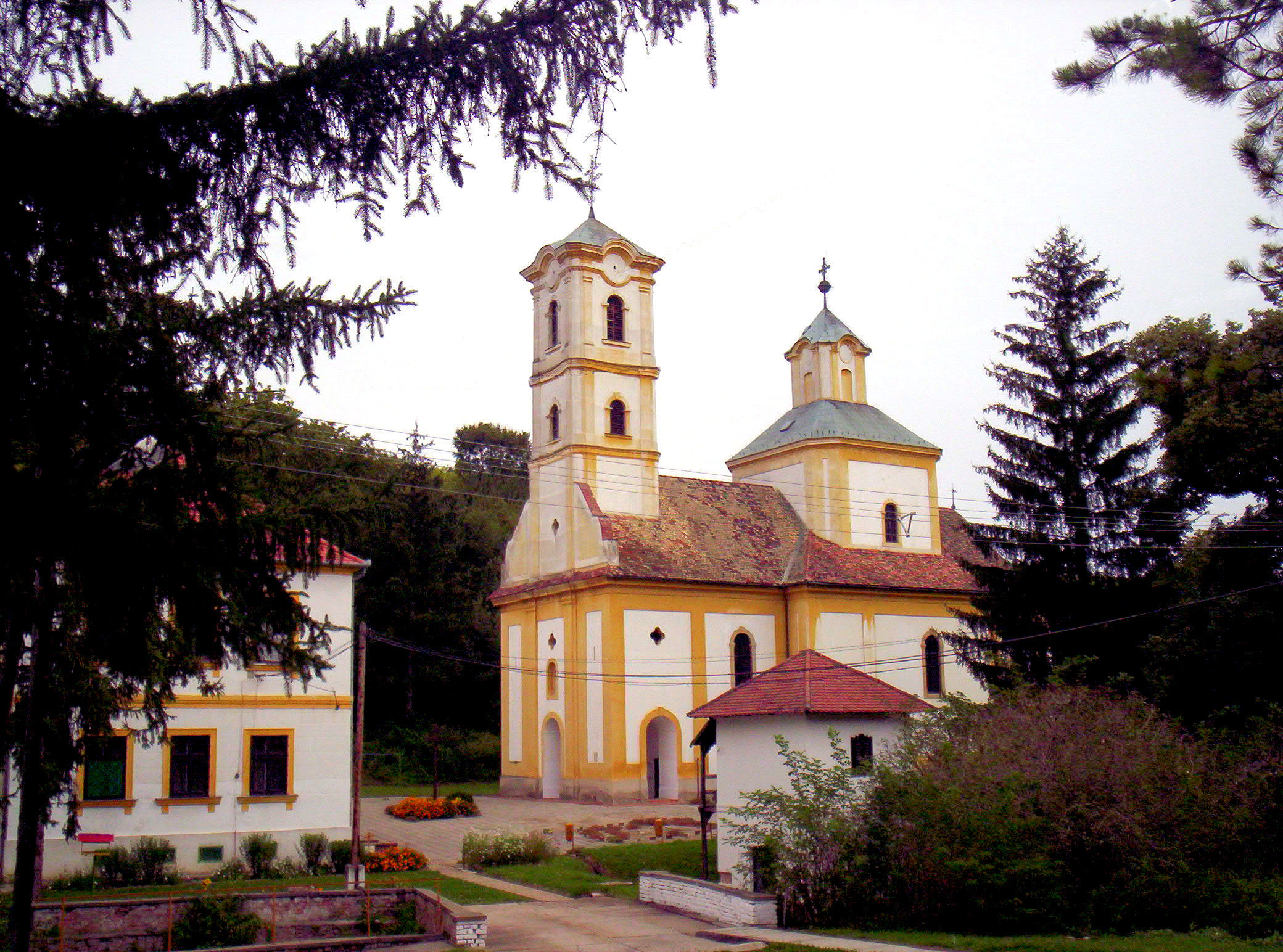